# Aílton (futbolista)
Aílton de Oliveira Modesto (nacido el 27 de febrero de 1980) es un exfutbolista brasileño que se desempeñaba como centrocampista.
Jugó para clubes como el Santos, Portimonense, Kawasaki Frontale, Juventus, Panachaiki de Patras, Apollon Kalamarias FC y PAS Giannina.

## Trayectoria

### Clubes
| Club                  | País     | Año         |
| --------------------- | -------- | ----------- |
| Santos                | Brasil   | 1999        |
| Portimonense          | Portugal | 1999 - 2002 |
| Kawasaki Frontale     | Japón    | 2001        |
| Juventus              | Brasil   | 2002 - 2004 |
| Portimonense          | Portugal | 2004 - 2005 |
| Panachaiki de Patras  | Grecia   | 2005 - 2006 |
| Apollon Kalamarias FC | Grecia   | 2006        |
| PAS Giannina          | Grecia   | 2006 - 2007 |